# جمعة سعيد
جمعة سعيد لاعب كرة قدم عاجي، من مواليد 13 سبتمبر 1992، يلعب مع نادي الجهراء في الدوري الكويتي.
يعتبر جمعة سعيد أحد أبرز محترفي الدوري الكويتي، في بداية مسيرته الكروية كان يلعب لنادي الترجي الرياضي التونسي لعب لمدة موسم واحد ثم انتقل إلى نادي العين وترعرع هناك حيث استمر مع العين لمدة 5 مواسم، ثم انتقل إلى الدوري العماني تحديدًا نادي النهضة وبرز هناك في عمان، وحصل على جائزة أفضل لاعب في دوري المحترفين العماني. وخطف أنظار مسؤولي نادي السالمية الكويتي وسارعوا بالتعاقد معه، ومنذ عام 2015 وهو يلعب في الدوري الكويتي.

## مع نادي الترجي التونسي
بدأ جمعة سعيد مسيرته الرياضية عام 2009 مع نادي الترجي الرياضي التونسي، حيث استمر معهم لمدة موسم واحد فقط. ولم يحقق أي لقب.

## مع نادي العين الإماراتي
بعد ما قضى جمعة سعيد موسمًا واحدًا في تونس، عام 2010، انتقل إلى نادي العين الإماراتي ووقع معهم عقدًا لمدة خمس مواسم، وشارك لأول مرة مع العين في تاريخ 17 سبتمبر في مباراة ضد نادي الشارقة وانتهت المباراة بالتعادل 1-1، وسجل جمعة سعيد أول هدف له في تاريخ 27 أكتوبر في مباراة ضد نادي الوصل وانتهت المباراة بالتعادل الإيجابي 2-2، وشارك لأول مرة مع نادي العين في كأس الخليج العربي الإماراتي في تاريخ 4 نوفمبر 2011 ضد نادي دبي وانتهت أيضا بالتعادل الإيجابي 1-1، وسجل أول هدف له في نفس البطولة تاريخ 20 نوفمبر ضد نادي الظفرة وانتهت المباراة بفوز العين 3-1، شارك وسجل جمعة سعيد في أول مباراة له في كأس رئيس دولة الإمارات تاريخ 9 نوفمبر 2011 ضد نادي مسافي وانتهت المباراة بفوز العين 3-0،

## مع نادي النهضة العماني
عام 2012، انتقل جمعة سعيد إلى نادي النهضة العماني كإعارة قادماً من نادي العين، وسجل جمعة سعيد 9 أهداف في دوري المحترفين العماني، وسجل هدفين في كأس السلطان قابوس وساهم بوصول فريقه إلى نهائي البطولة، لكن فاز نادي السويق بالكأس بنتيجة 2-0.
في 13 أغسطس 2013، وافق نادي العين على تمديد إعارة جمعة سعيد مع نادي النهضة لمدة موسم واحد، وسجل جمعة سعيد 16 هدف في 23 مباراة بالدوري العماني، وكان هداف الدوري العماني متفوقاً على العماني محمد الغساني، وأيضًا سجل جمعه هدفين في 6 مباريات مع النادي في كأس السلطان قابوس، وساهم بوصول فريقه إلى النهائي للمرة الثانية على التوالي، لكن خسر الفريق ضد نادي فنجاء بنتيجه 2-0، وساهم جمعة سعيد بحصول فريقه على دوري المحترفين العماني للمرة الثالثة في تاريخ النادي. في نهاية الموسم، حصل جمعة سعيد على جائزة أفضل لاعب في دوري المحترفين العماني وكأس السلطان قابوس وهداف الدوري.

## مع نادي السالمية الكويتي
في 13 يوليو 2014، انتقل جمعة سعيد إلى نادي السالمية الكويتي كإعارة من نادي العين الإماراتي، سجل جمعة سعيد أول هدف له ضد نادي العروبة السعودي في مباراة ودية، وسجل أيضا في مباراة وديه ضد نادي تليفونات بني سويف، وشارك لأول مرة في الدوري الكويتي في تاريخ 22 أغسطس ضد نادي الكويت وانتهت المباراة بالخسارة 2-0، وسجل أول هدف بالدوري بتاريخ 28 أغسطس 2014 ضد نادي الساحل وانتهت المباراة بفوز السالمية 6-1، وشارك لأول مرة في كأس الامير الكويتي في تاريخ 27 يناير 2015 ضد نادي الكويت وانتهت المبارة بفوز السالمية 2-1، وسجل هدفه الوحيد في المسابقة في تاريخ 12 فبراير ضد نادي العربي وانتهت المباراة بفوز السالمية 4-2، سجل جمعة سعيد 15 هدف في 24 مباراة بالدوري الكويتي، وحصل على الهداف الثالث بالدوري الكويتي خلفاً للمحترف السوري فراس الخطيب الذي سجل 16 هدف والبرازيلي باتريك فابيانو الذي سجل 22 هدف، وسجل هدف وحيد في 3 مباريات بكأس الأمير، وساهم بوصول فريقه إلى نهائي الكأس لكن بالنهاية خسر الفريق ضد نادي القادسية بنتيجة 1-0.

## الألقاب والإنجازات

### الجماعية

#### نادي العين
- كأس السوبر الإماراتي: 2012.

#### نادي النهضة
- دوري المحترفين العماني: 2013–14.

#### نادي السالمية
- كأس ولي العهد: 2015–16

### الفردية
- أفضل لاعب في دوري المحترفين العماني عام 2013–14.
- هداف دوري المحترفين العماني عام 2013–14.
- أفضل لاعب في كأس السلطان قابوس عام 2013–14.